# Commelina texcocana
Commelina texcocana är en himmelsblomsväxtart som beskrevs av Eizi Matuda. Commelina texcocana ingår i släktet himmelsblommor, och familjen himmelsblomsväxter. Inga underarter finns listade.